# Klagetagschläfer
Der Klagetagschläfer (Nyctibius griseus) oder Urutau-Tagschläfer ist ein nachtaktiver Vogel, der in Zentral- und Südamerika vom tropischen Mexiko über Costa Rica bis ins nördliche Argentinien und ins nördliche Uruguay vorkommt. Ebenso ist er auf den Karibikinseln Jamaika und Hispaniola anzutreffen. Als Lebensraum bevorzugt er lichte Wälder, Waldränder sowie baumbestandene, savannenähnliche Gelände unterhalb von 1200 m.

## Merkmale

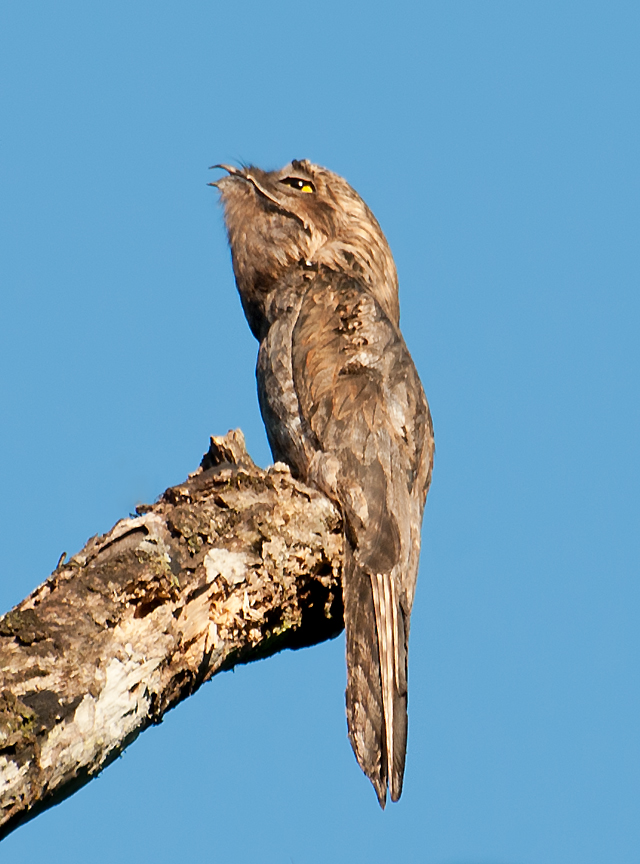
Klagetagschläfer in São Paulo (Brasilien)

Ausgewachsen erreicht der Klagetagschläfer eine Höhe von 38 cm und wiegt dann 230 g. Er ist ein großer, kräftiger Vogel mit graubraun gesprenkeltem Gefieder. Den kurzen Schnabel kann er zu einem riesigen Schlund öffnen. Am Schnabelansatz befinden sich Borsten. Sein Ruf ist ein POO-O-OU-OU, tiefe, klare, traurig klingende Töne, die sowohl in der Höhe als auch der Lautstärke abnehmen. Dieser Ruf brachte ihm im Englischen den Namen „Potoo“ ein, und wegen seines großen Schnabels und seines in hellen Mondnächten erklingenden Rufes bekam er von den Einheimischen den Namen „Urutau“, was mit „Gespenstermaul“ übersetzt werden könnte.

## Verhalten
Ungewöhnlich ist das Brutverhalten des Klagetagschläfers. Zwischen Dezember und März bebrüten die Vögel ein einziges, weißes Ei mit violetten Flecken. Der männliche Vogel sitzt am Tage absolut unbeweglich und mit geschlossenen Augen auf dem Ei. Seine Iris ist leuchtend orangefarben und würde seine perfekte Tarnung sofort verraten. Er betrachtet die Gegend allerdings aufmerksam durch je zwei unterschiedlich große Schlitze, die senkrecht zu den Augenlidern verlaufen. Wenn es dunkel wird, bebrütet das Weibchen das Ei. Es hält die Augen offen – die einzige Möglichkeit, den Brutplatz mit Hilfe einer Lampe überhaupt zu finden. Der männliche Vogel jagt in der Nacht nach großen Fluginsekten.
Der eulenähnliche Vogel (er hat nur keinen runden Kopf wie diese) hat eine nahezu perfekt an den Untergrund angepasste Tarnung. Ob er auf einer Astgabelung in drei bis 18 Metern Höhe sitzt oder auf einem Zaunpfahl in zwei Metern Entfernung, ohne jede Vertiefung für das Ei, ist er beim Brüten nicht auszumachen. Der Kopf mit dem kurzen Schnabel ist senkrecht nach oben gerichtet. Er vertraut so sehr auf seine Tarnung, dass er auch bei Annäherung auf wenige Zentimeter nicht flieht. Der Vogel bebt dann vor Stress.
Klagetagschläfer sind wenig erforscht und gelten überall als selten, wobei nicht ausgeschlossen werden kann, dass sie auf Grund ihrer Tarnung häufig übersehen werden. Wegen ihres großen Verbreitungsgebietes werden sie auf der Roten Liste der IUCN jedoch als „nicht gefährdet“ (least concern) geführt.

## Systematik

Verbreitungsgebiet des Klagetagschläfers

Der deutsche Naturforscher Johann Friedrich Gmelin beschrieb den Klagetagschläfer im Jahr 1789 ursprünglich als Caprimulgus griseus und stellte ihn damit zunächst zu den Ziegenmelkern. Derzeit wird gewöhnlich neben der Nominatform N. g. griseus noch die Unterart N. g. panamensis als gültig betrachtet. Diese ist tendenziell etwas größer und dunkler gefärbt als N. g. griseus, wobei jedoch einige Forscher ihre Validität in Zweifel ziehen und N. g. panamensis lediglich als klinale Variation betrachten. Grundsätzlich nicht mehr als gültig betrachtet wird die ursprünglich 1817 durch Louis Pierre Vieillot postulierte Unterart N. g. cornutus. Der morphologisch sehr ähnliche Mexikotagschläfer (N. jamaicensis) wurde ursprünglich als weitere Unterart des Klagetagschläfers beschrieben, erhielt jedoch später basierend auf erheblichen Unterschieden bei den Lautäußerungen den Status als eigene Art. Mittlerweile ist durch phylogenetische Untersuchungen bekannt, dass es sich bei den beiden Arten um Schwestertaxa handelt.
Es werden folgende Unterarten anerkannt:
- N. g. griseus (Gmelin, JF, 1789)[4]; Südamerika östlich der Anden
- N. g. panamensis Ridgway, 1912[5]; Nicaragua, Costa Rica, Panama, Südamerika westlich der Anden

Alfred Laubmann lag für seine Analysen über die Vögel von Paraguay kein Balg vor. In der Literatur betrachtete er Puerto Braga durch Claude Henry Baxter Grant, das Departamento Alto Paraná durch Arnaldo de Winkelried Bertoni sowie den Cerro Lorito bei Puerto Pinasco im Departamento Presidente Hayes durch Alexander Wetmore als Nachweis für das Land. Außerdem ordnete er Ibiyaú del urutáu durch Félix de Azara der Art zu.

## Etymologie
1816 führte Louis Pierre Vieillot die für die Wissenschaft neue Gattung Nyctibius ein. Dieser Begriff leitet sich von νυξ, νυκτος nyx, nyktos für Nacht und βιοω bioō für leben ab. Der Artname griseus hat seinen Ursprung in lateinisch griseum, griseus, grisius ‚grau‘. Panamensis bezieht sich auf das Land Panama. Cornutus leitet sich von lateinisch cornutus, cornu ‚gehörnt, Horn‘ ab.